# Gornja Breza
Gornja Breza (en cyrillique : Горња Бреза) est un village de Bosnie-Herzégovine. Il est situé dans la municipalité de Breza, dans le canton de Zenica-Doboj et dans la fédération de Bosnie-et-Herzégovine. Selon les premiers résultats du recensement bosnien de 2013, il compte 396 habitants.

## Démographie

### Évolution historique de la population
| 1948 | 1953 | 1961 | 1971 | 1981  | 1991 | 2013 |
| ---- | ---- | ---- | ---- | ----- | ---- | ---- |
| -    | -    | 529  | 598  | 1 051 | 589  | 396  |

|  |

## Communauté locale
En 1991, la communauté locale de Gornja Breza comptait 1 933 habitants, répartis de la manière suivante :